# International Tables for Crystallography
Die International Tables for Crystallography sind das Standardnachschlagewerk der Kristallographie. Sie enthalten in zehn Bänden mathematische, physikalische und chemische Tabellen, Formeln und Abbildungen, darunter eine vollständige Darstellung aller 230 Raumgruppen.
Ein Vorgänger der International Tables war das Buch von Ralph W. G. Wyckoff The Analytical Expression of the Results of the Theory of Space Groups, erschienen 1922.
Die erste, zweibändige Ausgabe des Werks wurde 1935 von William Henry Bragg, Max von Laue und Carl Hermann unter dem Titel Internationale Tabellen zur Bestimmung von Kristallstrukturen herausgegeben. Die zweite Ausgabe in vier Bänden erschien zwischen 1952 und 1974 als International Tables for X-ray Crystallography. Die aktuelle dritte Ausgabe, herausgegeben von der International Union of Crystallography, erschien zwischen 1983 (Vol. A) und 2019 (Vol. H). Sie umfasst im Jahr 2023 folgende Bände:
- Volume A: Space-group symmetry (6. Auflage, 2016)
- Volume A1: Symmetry relations between space groups (2. Auflage, 2010)
- Volume B: Reciprocal space (3. Auflage, 2008)
- Volume C: Mathematical, physical and chemical tables (3. korrigierte Auflage, 2011)
- Volume D: Physical properties of crystals (2. Auflage, 2014)
- Volume E: Subperiodic groups (2. Auflage, 2010)
- Volume F: Crystallography of biological macromolecules (2. Auflage, 2012)
- Volume G: Definition and exchange of crystallographic data (1. korrigierte Auflage, 2010)
- Volume H: Powder diffraction (1. Auflage, 2019)
- Volume I: X-ray absorption spectroscopy and related techniques (1. Auflage, in Vorbereitung)